# 蘭普 (密蘇里州)
蘭普（英語：Lampe）是位於美國密蘇里州斯通縣的非建制地區。

## 歷史
蘭普的郵局自1940年營運至今。

## 地理
蘭普所處的海拔為高於海平面399米（即1309英呎），而該地所採用的時區為UTC-6，即北美中部時區（CST）。同時該地設有夏令時間，為UTC-6調快一小時，即UTC-5（CDT）。